# Bernhard Felmberg
Bernhard Felmberg (* 20. Juli 1965 in Berlin) ist ein deutscher evangelischer Theologe und seit Oktober 2020 im Rahmen der Militärseelsorge evangelischer Militärbischof der Bundeswehr. Felmberg war von 2009 bis 2013 als Prälat Bevollmächtigter der Evangelischen Kirche in Deutschland (EKD) bei Bundestag, Bundesregierung und Europäischer Union. Von 2014 bis 2020 war er im Bundesministerium für wirtschaftliche Zusammenarbeit und Entwicklung (BMZ) tätig und leitete dort als Ministerialdirigent die Zentralabteilung.

## Leben und Wirken
Nach dem Besuch des Gymnasiums in Berlin-Wilmersdorf studierte Felmberg zwischen 1984 und 1991 Evangelische Theologie an der Kirchlichen Hochschule Berlin und an der Universität Erlangen. Von 1996 bis 1998 absolvierte er das Vikariat in Berlin.
Im Jahre 1997 promovierte Felmberg „summa cum laude“ mit einer Dissertation über die Ablasstheologie von Kardinal Thomas Cajetan.
Als wissenschaftlicher Mitarbeiter und Assistent wirkte Felmberg von 1998 bis 2000 am Lehrstuhl für Kirchengeschichte an der Humboldt-Universität zu Berlin, um danach bis 2002 als Bundesgeschäftsführer des Evangelischen Arbeitskreises (EAK), einer Organisation von CDU und CSU, tätig zu sein.
Im Jahre 2002 erhielt Felmberg die Ernennung zum Oberkonsistorialrat der Abteilung Aus-, Fort- und Weiterbildung im Berliner Konsistorium der Evangelischen Kirche Berlin-Brandenburg-schlesische Oberlausitz (EKBO).
Im Juli 2008 schließlich berief ihn der Rat der EKD zum Bevollmächtigten bei Bundestag, Bundesregierung und Europäischer Union als Nachfolger von Stephan Reimers, der Anfang 2009 aus Altersgründen in den Ruhestand trat. Sitz dieser kirchlichen Stelle ist Berlin-Mitte, Charlottenstraße 53/54.
Im April 2013 wurde bekannt, dass der Rat der EKD im März 2013 ein Disziplinarverfahren gegen Felmberg eingeleitet hat. Das Disziplinarverfahren wurde später eingestellt und die EKD teilte mit, Felmberg habe darum gebeten, seine Aufgaben zeitlich befristet ruhen zu lassen und vorübergehend andere Aufgaben wahrzunehmen. Am 1. Juni 2013 beschloss der Rat der EKD, Felmberg in den Wartestand zu versetzen und das Amt des Bevollmächtigten neu zu besetzen. Nachfolger wurde Martin Dutzmann.
Seit dem 1. Mai 2014 leitete Bernhard Felmberg die Unterabteilung 11 (Zivilgesellschaft, Kirchen und Wirtschaft in der Entwicklungszusammenarbeit) im Bundesministerium für wirtschaftliche Zusammenarbeit und Entwicklung (BMZ) und wurde am 1. Mai 2015 zum Ministerialdirigenten ernannt. Im März 2018 folgte seine Ernennung zum Leiter der Zentralabteilung im BMZ. Felmberg berichtet an den Staatssekretär Martin Jäger.
Das Evangelische Kirchenamt für die Bundeswehr teilte am 26. März 2020 mit, dass die Evangelische Kirche in Deutschland Felmberg zum neuen evangelischen Militärbischof berufen habe. Er ist Nachfolger von Sigurd Rink und hat sein Amt im Oktober 2020 angetreten. Die Berufung von Felmberg erfolgte zunächst für sechs Jahre. In einem Gottesdienst am 22. Oktober 2020 wurde Felmberg durch den Ratsvorsitzenden der Evangelischen Kirche in Deutschland, Landesbischof Heinrich Bedford-Strohm, in sein Amt eingeführt. Der Bischof für die Seelsorge in der Bundeswehr trägt die Verantwortung für die Arbeit der 120 evangelischen Militärgeistlichen, welche die Bundeswehrangehörigen im In- und Ausland betreuen. Nach dem Ausbruch des Krieges in der Ukraine äußerte sich Felmberg pro-ukrainisch und sprach sich für eine Unterstützung der Ukraine aus, die auch Waffenlieferungen umfassen soll. Er sprach von einer „völlig neuen Weltsituation“. Mit Blick auf das Sondervermögen für die Bundeswehr in Höhe von 100 Milliarden Euro äußerte er sich verständnisvoll. Die Friedensdividende sei in den letzten Jahren zu hoch ausgefallen.
Auf Initiative von Felmberg wurden Teile des Hauses Benedikt nach Deutschland geholt. Das Haus Benedikt ist eine Kapelle, die von deutschen Soldaten im afghanischen Camp Marmal genutzt wurde. Im neuen Gebäude auf dem Gelände des Einsatzführungskommandos der Bundeswehr in Schwielowsee sind Fenster und der in Afghanistan genutzte Altar wiederaufgebaut. Das neue Haus Benedikt ist eine Replik des ursprünglichen Gebäudes und erfüllt einen symbolischen Zweck als Gedenkort für die Opfer des Afghanistan-Einsatzes.

## Sonstige Funktionen
Felmberg ist seit 1999 Sportbeauftragter der EKBO und war Initiator der 2006 neu geschaffenen Kapelle im Berliner Olympiastadion.
Von 2010 bis 2014 war Bernhard Felmberg Sportbeauftragter des Rates der Evangelischen Kirche in Deutschland.
Im Zusammenhang mit seiner EKD/Funktion war Felmberg auch Mitglied des Kuratoriums von Aktion Deutschland Hilft e. V., dem Bündnis der Hilfsorganisationen.
Ferner war Felmberg evangelischer Vorsitzender der Gemeinsamen Konferenz Kirche und Entwicklung (GKKE) und der Evangelischen Zentralstelle für Entwicklungshilfe (EZE), Aufsichtsratsmitglied des Evangelischen Entwicklungsdienstes (EED). und Mitglied im Präsidium der Deutschen Gesellschaft für die Vereinten Nationen.
Von September 2015 bis April 2018 war Bernhard Felmberg als Moderator des Steuerungskreis des Bündnisses für Nachhaltige Textilien Mitglied des Leitungsgremiums des Bündnisses.

## Ehrenamtliches Engagement
Felmberg hält regelmäßig Gottesdienste für „Kleine und Große“ in der Grunewaldkirche in Berlin. Vor den Heimspielen von Hertha BSC hält er Andachten in der Kapelle des Olympiastadions.

## Positionen
In einer Pressemitteilung begrüßte der EKD-Sportbeauftragte Bernhard Felmberg das Coming-out von Ex-Fußball-Profi Thomas Hitzlsperger. Leider sei Homophobie im Fußball weit verbreitet und das Thema Homosexualität dort „immer noch mit sehr viel negativer Emotionalität verbunden“, so Felmberg im Namen der EKD. Es gelte, konsequent jeder Diskriminierung zu widerstehen.
In seiner Rolle als Vertreter des BMZ im Steuerungskreis des Bündnisses für nachhaltige Textilien verteidigte Felmberg die Abschwächung der Vorgaben an die Industrie, welche große Hersteller und Handelsketten zur Bedingung gemacht hatten, um sich dem Bündnis anzuschließen. „Ohne die Marktmacht der Großen wäre es nur ein kleines, wenn auch feines Bündnis gewesen“, so Felmberg, „jetzt aber haben wir die nötige Breite, um wirklich etwas zu erreichen.“
Als Mitglied des Kuratoriums der Garnisonkirche Potsdam begrüßt er den Wiederaufbau des Turms. Dieser sei „sichtbar für die Potsdamer Öffentlichkeit“, so Felmberg. Im Turm wird die Militärseelsorge kritisch ihre Geschichte reflektieren und zeigen, dass sie heute anders aufgestellt sind als in den Jahrhunderten zuvor. Felmberg wörtlich: „Wir segnen keine Waffen. Wir tragen – im Unterschied zu Militärpfarrern anderer Länder – auch selbst keine Waffen. Und wir sind kein Teil der militärischen Hierarchie. Das sind die Dinge, die wir nach 1945 gelernt haben.“